# Jüdischer Friedhof (Mühlheim am Main)

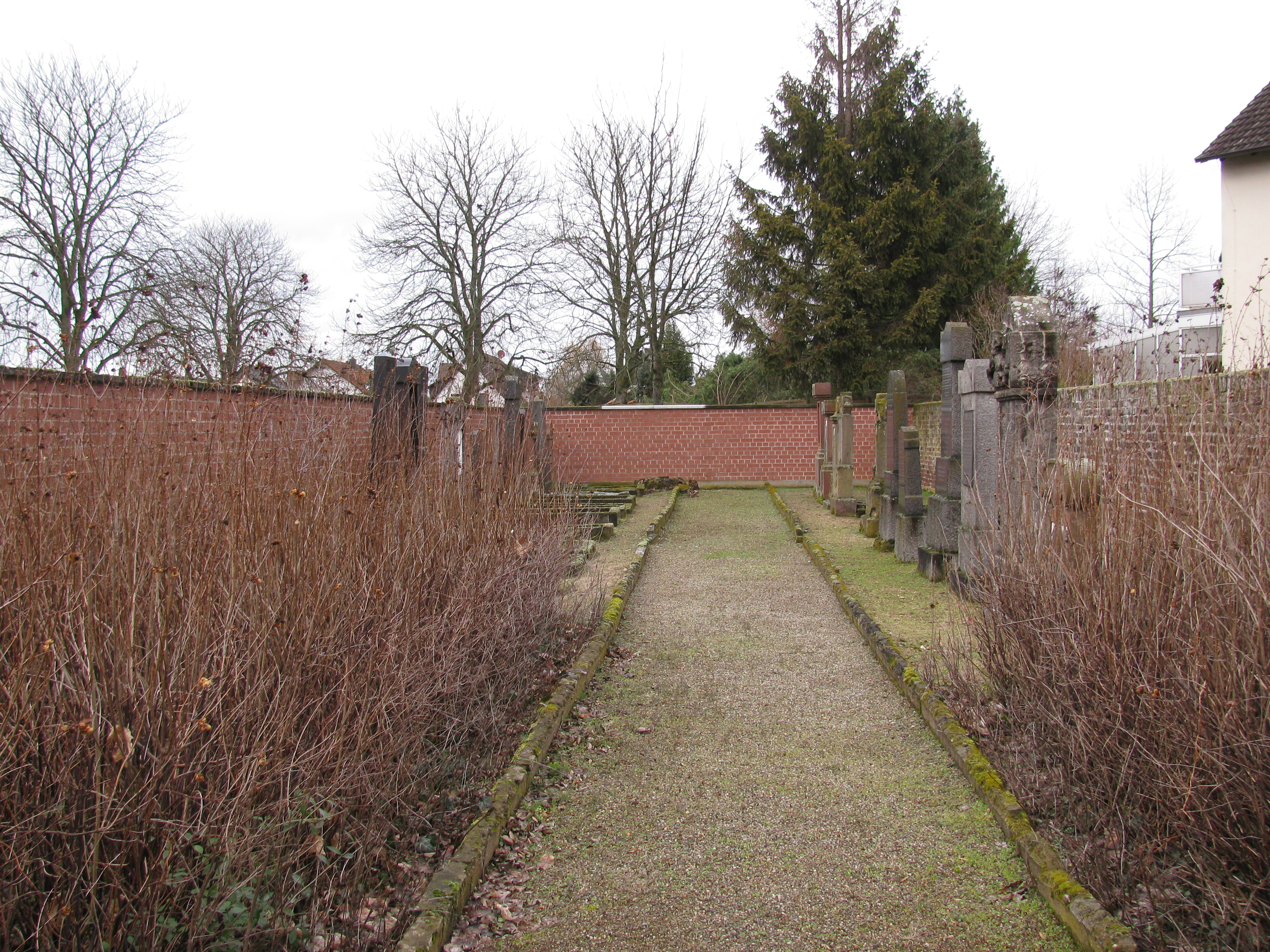
Jüdischer Friedhof in Mühlheim am Main

Der Jüdische Friedhof in Mühlheim am Main, einer Stadt im Landkreis Offenbach in Südhessen, wurde 1893 angelegt. Der jüdische Friedhof an der Leuschnerstraße ist ein geschütztes Kulturdenkmal.
Zuvor beerdigte die Jüdische Gemeinde Mühlheim am Main ihre Toten auf dem Alten jüdischen Friedhof Steinheim. Die heutige Friedhofsfläche beträgt 2,19 ar; es sind noch 25 Grabsteine erhalten.